# Львівське (Краснодарський край)
Львівське — село в Сєверському районі Краснодарського краю. Центр Львівського сільського поселення.
Населення — 4,7 тис. мешканців (2002).
Село мрозташовано на березі протоки Аушедз, за 6 км південніше головного русла Кубані, за 18 км північніше районного центру — станиці Сєверська.
У 1881 землі, на яких розташоване сучасне село були куплені відставним гвардії поручиком Миколою Олександровичем Львовим. Пізніше частина земель була продано іногороднім селянам, утворившим Львівське поземельне товариство, які складалися з кількох хуторів, найбільшим їх яких був Дмитровський (43 двори в 1884). Об'єднані хутора з 1897 стали іменуватися селом Львівським. У 1911 в селі мешкало 1110 чол., в 1916 — 1751 чол.

## Адміністративний устрій
До складу Львівського сільського поселення крім села Львівського входять також: 
- х. Красний
- х. Новоівановський
- х. Песчаний
- х. Стефановський